# Дональдс, Эндрю
Э́ндрю До́нальдс (англ. Andru Donalds) — музыкант и вокалист, известный по работе в знаменитом музыкальном эмбиент-коллективе Enigma. Параллельно занимается сольным творчеством. В 1995 году вышел сингл «Mishale», сделавший его известным в США. Хит занял 38 место в Billboard Hot 100.

## Дискография

### Сольные альбомы
- 1994 — Andru Donalds
- 1997 — Damned If I Don’t
- 1999 — Snowin' Under My Skin
- 2001 — Let’s Talk About It
- 2010 — Trouble in Paradise

### Сборники
- 2006 — Best Of

### Синглы
- 1994 — «Mishale»
- 1994 — «Tryin’ To Tell Ya»
- 1997 — «Beautiful Friday»
- 1997 — «(Still) Lovin' You»
- 1999 — «All Out Of Love»
- 1999 — «Simple Obsession»
- 2000 — «Precious Little Diamond»
- 2000 — «(I’m Not Your) One Night Lover»
- 2001 — «Hurts To Be In Love»
- 2001 — «Someday»
- 2006 — «Limbo» (Radio only)
- 2006 — «Dreamer»
- 2006 — «Let The Stars Fall Down»
- 2010 — «Marble Eyes»
- 2011 — «Falling Down»
- 2012 — «Serenade»
- 2014 — «Life» (feat. Aboutblank & KLC)
- 2015 — «I Believe» (feat. Maxim Fadeev)
- 2016 — «Awere» (feat. Karma Free)
- 2016 — «Colors» (feat. Karma Free)
- 2016 — «Cold Nights»

### Участие в проекте Enigma

#### Студийные альбомы
- 2000 — The Screen Behind the Mirror
- 2001 — Love Sensuality Devotion: The Greatest Hits
- 2003 — Voyageur
- 2006 — A Posteriori
- 2008 — Seven Lives Many Faces

#### Синглы
- 2004 — «Boum-Boum»
- 2005 — «Hello and Welcome»
- 2008 — «Seven Lives»
- 2008 — «The Same Parents»

### Саундтреки
- 1997 — «Умница Уилл Хантинг» (OST «Good Will Hunting»)
- 2005 — «Босиком по мостовой» (OST «Barfuss»)
- 2008 — «Seven lives» (OST «Семь жизней» (Seven lives)
- 2015 — «I believe» (OST «Савва»)

### Дуэт с Евгенией Власовой
- 2006 — Wind Of Hope